# Síndrome de Legius
El síndrome de Legius es una enfermedad hereditaria que se transmite según un patrón autosómico dominante, está causada por la mutación de gen SPRED1 situado en el cromosoma 14 humano, se incluye en el grupo de enfermedades conocidas como rasopatías. La primera descripción fue realizada en el año 2007 por el profesor Eric Legius.
Se manifiesta por la aparición de manchas de color café con leche en la piel, pecas múltiples en la región de la axila e ingle, y en ocasiones lipomas. Puede existir aumento del tamaño de la cabeza (macrocefalia) y dificultades de aprendizaje en los niños. Es tema de controversia entre la comunidad científica si los enfermos de síndrome de Legius tienen mayor predisposición a padecer algunos tipos de cáncer que la población general, se ha descrito la aparición de diversos tipos de tumores malignos, como cáncer de mama, cáncer de pulmón, cáncer de colon y leucemias, aunque no está comprobado que su incidencia sea más alta de la esperada.
Esta enfermedad guarda algunas similitudes con la neurofibromatosis, sin embargo no se presentan los neurofibromas típicos de dicha afección y la alteración genética afecta a un gen distinto.